# Vincent Mulago
Vincent Mulago (auch Vicente Mulago, * 1924 in Birava (bei Bukavu); † 2012 in Bukavu) war ein kongolesischer römisch-katholischer Pastoraltheologe.

## Leben und Werk
Vincente Mulago wurde 1952 zum Priester der Erzdiözese Bukavu in der Demokratischen Republik Kongo geweiht. Von 1962 bis 1989 wirkte er als Professor für afrikanische Pastoraltheologie an der Katholisch-Theologischen Fakultät der Universität Kinshasa. 1962 wurde er erster afrikanischer Theologieprofessor an der Universität Lovanium in Kinshasa.
Grundlage des theologischen Denkens Vincente Mulagos  ist die „vitale Union“, zu der wesentlich die Idee der Teilhabe oder Partizipation gehört. Mulago setzte sich aber deutlich von der These Placide Tempels ab, welche Sein und Lebenskraft gleichsetzte. Mulago blieb auf der Ebene einer Anpassungstheologie beziehungsweise einer Ethnotheologie.

## Schriften (Auswahl)
- Un visage africain du christianisme (1965)
- La religion traditionelle des Bantu et leur vision du monde (2. Auflage, Kinshasa 1980)
- Afrikanische Spiritualität und christlicher Glaube (Freiburg im Breisgau, 1986)